# Musée commémoratif d'art Ivan Trouch
Le musée commémoratif d'art Ivan Trouch (en ukrainien : Художньо-меморіальний музей Івана Труша) est un des musées de Lviv en Ukraine.

## Histoire
Il fait partie du musée national de Lviv, créé en 1989, il se trouve au 28 de la rue Trouch, dans la maison que l'artiste a occupée de 1910 à sa mort en 1941.

## Collections
C'est une institution consacrée à l'œuvre et à la vie d'Ivan Trouch.